# Luteobalmus maculatus
Luteobalmus maculatus är en insektsart som beskrevs av Maldonado-capriles 1977. Luteobalmus maculatus ingår i släktet Luteobalmus och familjen dvärgstritar. Inga underarter finns listade i Catalogue of Life.